# Uralfloden
Uralfloden er en flod, som udspringer i de sydlige dele af Uralbjergene i Rusland. Den løber først mod syd og drejer så mod vest ved byen Orsk. Ved byen Uralsk i Kasakhstan drejer den igen mod syd. Uralfloden danner et stort delta, før den endelig udmunder i det Kaspiske Hav. Floden er 2.428 km lang.
Den traditionelle grænse mellem Europa og Asien følger Uralbjergene og Uralfloden og går gennem det Kaspiske Hav.